# الیاس اوبلا
الیاس اوبلا (انگلیسی: Elias Oubella؛ زادهٔ ۲۴ مهٔ ۲۰۰۱) بازیکن فوتبال اهل آلمان است.
از باشگاه‌هایی که در آن بازی کرده‌است می‌توان به باشگاه فوتبال هراکس آلملو اشاره کرد.
وی همچنین در تیم‌های ملی فوتبال Germany national under-16 football team و جوانان آلمان بازی کرده‌است.